# Marktstraße 26 (Knittlingen)

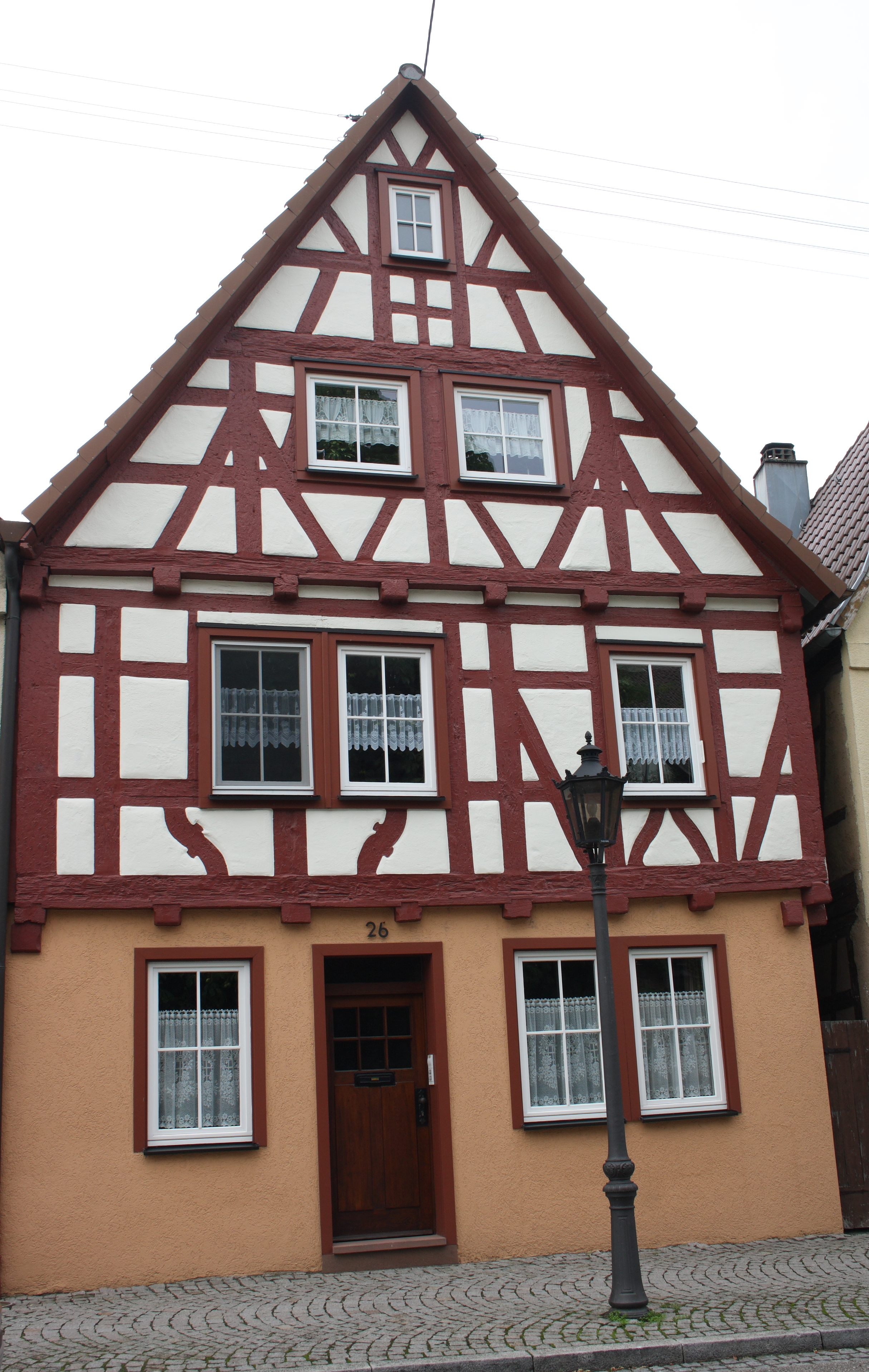
Fachwerkhaus Marktstraße 26 in Knittlingen

Das Gebäude Marktstraße 26 in Knittlingen, einer Gemeinde im Enzkreis in Baden-Württemberg, wurde in der zweiten Hälfte des 17. Jahrhunderts errichtet. Das Fachwerkhaus ist ein geschütztes Kulturdenkmal. 
Das zweigeschossige, giebelständige Wohnhaus mit massivem Erdgeschoss hat ein zweigeschossiges Satteldach. Das Fachwerk ist mit Zierformen versehen, jedes Stockwerk kragt vor.
Das stattliche Gebäude fügt sich in die Reihe von Wohnhäusern der wohlhabenderen Bevölkerung ein und trägt wesentlich zum historischen Erscheinungsbild der Marktstraße bei. 